# Pontet souscrit
Cette page contient des caractères spéciaux ou non latins. S’ils s’affichent mal (▯, ?, etc.), consultez la page d’aide Unicode.
Le pontet souscrit est un signe diacritique utilisé dans l’alphabet phonétique international pour indiquer qu’une consonne est articulée au niveau des dents.
Son caractère Unicode est 032A.

## Utilisation
En swahili, le pontet souscrit est utilisé par certains auteurs pour translittérer la consonne occlusive dentale sourde [t̪] ou la consonne occlusive dentale voisée [d̪] : ‹ t̪, d̪ ›.